# Panache Cars
Panache Cars Limited, zuvor Panache Kit Cars, war ein britischer Hersteller von Automobilen.

## Unternehmensgeschichte
Paul Lawrenson entwarf bereits 1978 ein Fahrzeug. 1981 oder 1983 gründete er zusammen mit Peter Robinson das Unternehmen Panache Kit Cars in Darwen in der Grafschaft Lancashire. Sie begannen mit der Produktion von Automobilen und Kits. Der Markenname lautete Panache. 1985 übernahm Bob Davies das Unternehmen, benannte es in Panache Cars Limited um und verlegte den Unternehmenssitz nach Blackburn in Lancashire. 1987 endete die Produktion. Insgesamt entstanden etwa 131 Exemplare.

## Fahrzeuge
Das erste Modell erhielt keinen Modellnamen. Es hatte eine gewisse Ähnlichkeit mit dem Lamborghini Countach. Das ungekürzte Fahrgestell vom VW Käfer bildete die Basis. Darauf wurde eine Coupé-Karosserie montiert. Besonderheit war die nach vorne zu öffnende Kanzel über dem Fahrgastraum, ähnlich wie beim Bond Bug. Bis 1985 entstanden etwa 71 Exemplare.
1985 folgte mit dem LP 400 eine Nachbildung des Lamborghini Countach. Davies entwickelte einen Leiterrahmen mit vorderer Radaufhängung vom Triumph Herald. Verschiedene Motoren bis zum V8-Motor von Rover waren in Mittelmotorbauweise hinter den Sitzen montiert. Bis 1987 entstanden etwa 60 Exemplare.